# Ophryops fuscicollis
Ophryops fuscicollis är en skalbaggsart som först beskrevs av Thomas Broun 1913.  Ophryops fuscicollis ingår i släktet Ophryops och familjen långhorningar. Inga underarter finns listade i Catalogue of Life.